# 前橋市立元総社南小学校
前橋市立元総社南小学校（まえばししりつ もとそうじゃみなみしょうがっこう）は、群馬県前橋市元総社町にある公立小学校。

## 児童数
2017年（平成29年）4月7日現在、児童数は172人、教職員数22人である。
- 1年生  22人
- 2年生  37人
- 3年生  34人
- 4年生  31人
- 5年生  28人
- 6年生  20人

## 教育目標
豊かな心をもち、深く考え、精いっぱいやりぬく子どもを育てる
- 心豊かな子　笑顔であいさつし、みんなと仲良くする子ども
- 考える子      基礎基本を確実に身につけた子ども
- やりぬく子　  元気な体でたくましく育っていく子ども

## 学区
- 元総社町の一部[2]
- 石倉町
- 石倉町一丁目、石倉町二丁目の一部
- 下石倉町
- 鳥羽町
- 古市町の一部